# Соколов, Никита Павлович
Ники́та Па́влович Соколо́в (род. 4 июня 1957, Москва, СССР) — советский и российский историк и публицист, журналист, специалист по вопросам формирования общественного сознания. Кандидат исторических наук (1987). Заместитель исполнительного директора Президентского фонда Б. Н. Ельцина (Ельцин-центр) по научной работе.

## Биография
Родился 1 марта 1957 года в Москве.
В 1979 году окончил Московский государственный историко-архивный институт по специальности «историк-архивист».
В 1981—1987 годах работал в Историческом музее.
В 1987 году в Московском государственном историко-архивном институте защитил диссертацию на соискание учёной степени кандидата исторических наук по теме «Голод 1891—1892 годов и общественно-политическая борьба в России».
В 1988—1996 годах преподавал историю в РГГУ, где был старшим преподавателем кафедры отечественной истории древнего мира и средних веков.
С 1996 по 2002 годах работал редактором в журнале «Итоги».
В 2002—2003 годах в «Еженедельном журнале».
В 2003—2009 годах работал шеф-редактором журнала «Отечественные записки».
В марте-сентябре 2009 года — редактор отдела «Общество» журнала The New Times.
С ноября 2009 по февраль 2012 — заместитель главного редактора журнала «Вокруг света».
Февраль 2012 — декабрь 2014 — шеф-редактор журнала «Отечественные записки».
С марта 2015 по февраль 2016 — заместитель генерального директора Музейного объединения «Музей Москвы» по научной работе.
С марта 2016 по май 2022 года — заместитель исполнительного директора Президентского фонда Б. Н. Ельцина (Ельцин-Центр) по научной работе.
Соавтор книги «Выбирая свою историю. „Развилки“ на пути России: от рюриковичей до олигархов». Опубликовал на русском языке воспоминания российского государственного деятеля генерала В. И. Гурко и «Учебник русской истории» С. Ф. Платонова.
Участник семинаров Московской школы политических исследований.
Читал лекции в Уппсальском и Хельсинкском университете.
Область интересов и научных исследований: история России XIX века; русский либерализм; русские общественные организации; культурническая деятельность русских обществ; историческая антропология.
Автор 28 научных работ.

## Общественная деятельность, взгляды

И. В. Курукин и Н. П. Соколов в жюри антипремии «Почётный академик ВРАЛ» на научно-просветительском форуме «Учёные против мифов-8» 6 октября 2018, Москва, НИТУ «МИСиС»

Был референтом 13-х Немецко-русских осенних встреч (2008).
На международной конференции «Демократия и правосудие в обществах переходного периода» выступил с докладом на тему «Оправдание насилия в российских учебниках истории. Насилие и мифология российской модернизации».
В апреле 2010 года статьёй «Чему учат учителей истории» инициировал кампанию против учебного пособия докторов исторических наук, профессоров исторического факультета МГУ А. С. Барсенкова и А. И. Вдовина «История России. 1917—2009».
Подписал заявление Комитета гражданских инициатив против введения единых учебников истории.
Прочитал цикл лекций «Образ отечественной истории в разных традициях государственности: метаморфозы российских учебников XIX—XXI вв.» в Красноярском педагогическом и Сибирском федеральном университетах.
Подписал письмо в защиту Государственной общественно-политической библиотеки от слияния с Государственной публичной исторической библиотекой.
Является одним из активистов проекта «Последний адрес».
Действительный член Вольного исторического общества, в 2014—2015 годах — председатель совета общества.
В мае 2015 года в интервью томскому журналисту Юлии Мучник Соколов заявил, что приговором Нюрнбергского трибунала Степан Бандера и члены ОУН (б) «были признаны жертвами нацизма».
6 октября 2018 года принимал участие в научно-просветительском форуме «Учёные против мифов-8», проходившем в НИТУ «МИСиС», выступив в качестве члена жюри антипремии «Почётный академик ВРАЛ».
2 февраля 2024 года Министерством юстиции России внесён в список физических лиц «иностранных агентов».

## Критика

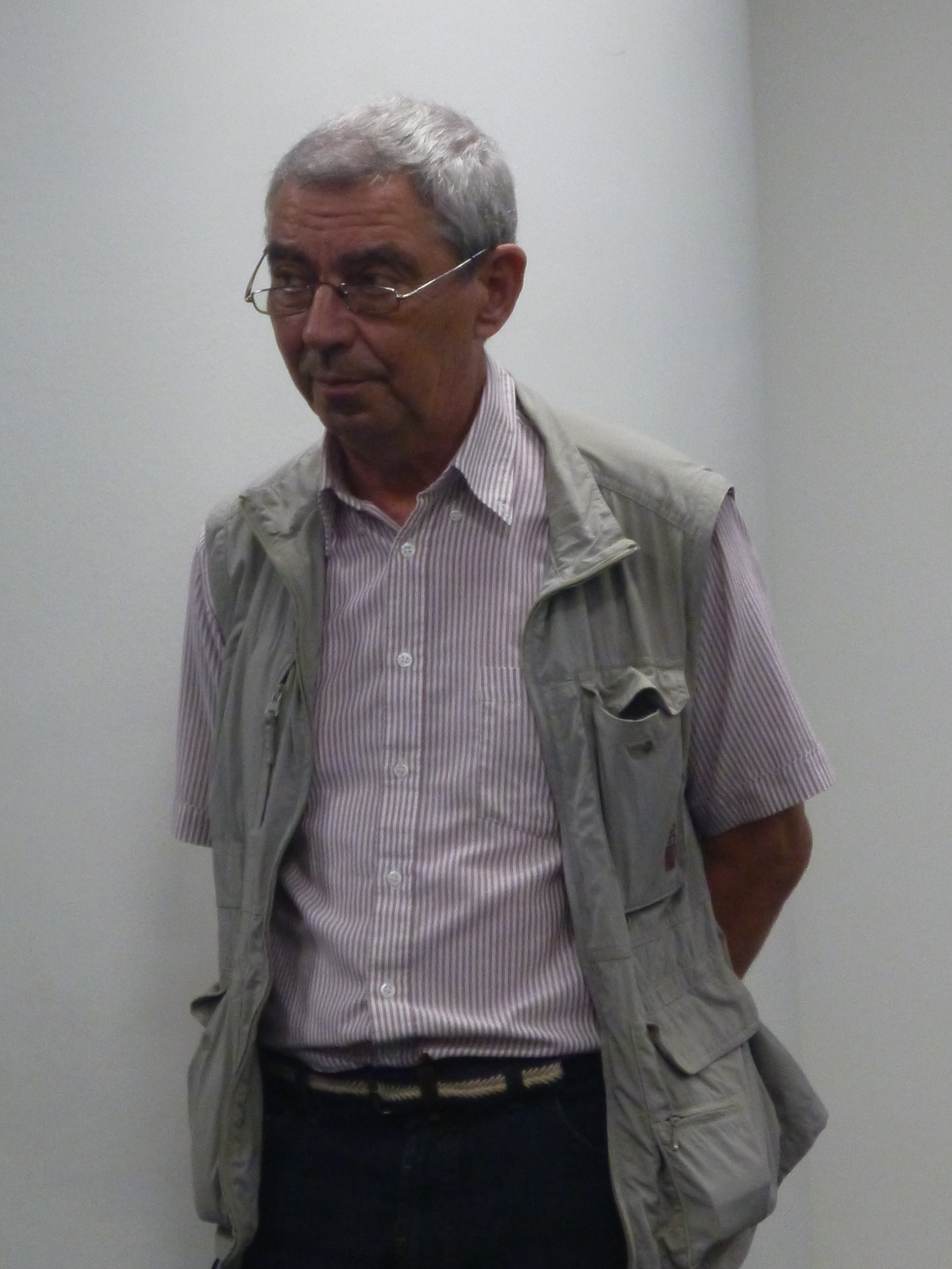
Никита Соколов в Ельцин-центре, 2021 год

Выступая 10 августа 2016 года на пресс-конференции в информационном агентстве ТАСС-Урал, которая была посвящена проекту «Последний адрес», Соколов, находившийся там в качестве директора по науке Ельцин-центра, указав, что «есть важная научно-общественная проблема», под которой он понимает отсутствие реабилитации «по большей части, практически никогда» людей, которые «реально боролись против советской власти», отметил: «Современная Россия по-прежнему готова их считать врагами народа? Это общественный вопрос, на который надо отвечать. И если мы, фонд „Последний адрес“, получим заявку на такого персонажа, мы начнем эту общественную дискуссию». На уточняющий вопрос ведущего пресс-конференции Сергея Пархоменко: «Можно подробнее услышать, о ком речь? Это что, белые офицеры, или это заговорщики 30-х годов?», Соколов ответил: «Это диссиденты 40-х годов, диссиденты 30-х годов. Были же реальные боевые группы. Они не реабилитированы, хотя ничего не совершили. Это власовцы. Это большая общественная проблема. Давайте, наконец, поднимем этот вопрос. Если появятся эти таблички, заявки на эти таблички, на не реабилитированных… Что мы будем делать? Мы будем считать казаков, которые воевали против большевиков, врагами и ныне живущего народа в России? Я не уверен».
11 декабря 2016 года Никита Михалков в ответном письме Наине Ельциной, отвечая на её обвинения, что он «распространяет ложь о том, как представлена история страны в музее первого президента России», среди прочего отметил, что его «интересует не разрушение этого современного Центра, а возможность скорректировать то наполнение, которое там существует, чтобы не призывал историк Никита Соколов именем Бориса Николаевича реабилитировать генерала Власова и власовцев».
В свою очередь, пресс-секретарь «Ельцин-центра» Елена Волкова 12 декабря 2016 года заявила РИА Новости, что Соколов в частном порядке намерен подать против Михалкова исковое заявление в суд с требованием принести публичные извинения. Волкова пояснила, что «как человек, как руководитель Вольного исторического общества он хочет осуществить свои права», и отметила, что «Михалков в открытом письме в ответ Наине Иосифовне (Ельциной) говорит, что Соколов хочет реабилитировать власовцев, хотя фактически этого не было сказано». Сам Соколов в интервью информационному агентству «Ура.ру» относительно своего выступления на пресс-конференции заявил: «В нём я говорю о том, что среди репрессированных „власовцев“ или „бандеровцев“ могут оказаться люди, не причастные ни к каким преступлениям, что может выясниться только при отдельном исследовании судеб. Среди нереабилитированных могут оказаться люди, которых никак нельзя назвать врагами народа: заложники и „расказаченные“ времён Гражданской войны, крестьяне „спецпереселенцы“ эпохи коллективизации, жертвы национальных „чисток“ и „депортаций“ 1939—1944 годов». Журналист газеты «Комсомольская правда» приводит другие слова Соколова: «На конференции я сказал о том, что среди репрессированных „власовцев“ или „бандеровцев“ могут оказаться люди, которые никак не участвовали в их преступлениях. Поэтому этот момент нужно тщательно изучать и проверять. Ни о какой реабилитации предателей родины я не говорил. Этому есть подтверждение — видеозапись с конференции. Поэтому считаю слова Михалкова — клеветой. Будем подавать иск».
Председатель президиума гражданского комитета «В защиту исторического достоинства» Артём Брусницын высказал мнение[значимость факта?], что Соколов не сможет выиграть судебный процесс: «Можно ли считать „призывом к реабилитации“ власовцев „призыв подумать о реабилитации“ и высылать заявки на размещение мемориальных табличек не реабилитированных „диссидентов 40-х годов“? Действительно, „призвать подумать“ — не то же самое, что прямое требование реабилитации. Только и Михалков, как человек грамотный, говорит, что хочет, „чтобы не призывал историк Никита Соколов именем Бориса Николаевича реабилитировать генерала Власова и власовцев“». Кроме того, Брусницын обратил внимание, что это не первый случай в истории «Ельцин-центра», когда поднимается вопрос о «власовцах», приводя в качестве примера дискуссию «Мифы о войне», которая состоялась там 19 мая 2016 года, и её модератором был Соколов, а выступавший на мероприятии академик РАН Юрий Пивоваров точно так же предложил «подумать» о «миллионе русских в армии Власова», заявив, что и потомки власовцев, и бандеровцев, и казаков Шкуро, и лесных братьев — все «имеют право знать, с кем воевали их деды».

## Научные труды

### Монографии
- Карацуба И. В., Курукин И. В., Соколов Н. П.  Выбирая свою историю. «Развилки» на пути России: от рюриковичей до олигархов. — М.: КоЛибри, 2006. — 638 с., илл. ISBN 5-98720-018-0

### Научная редакция
- Гурко В. И. Черты и силуэты прошлого: Правительство и общественность в царствование Николая II в изображении современника. / Подготовка текста и комментарии Н. П. Соколов. — М.: НЛО, 2000.

## Публицистика
- Соколов, Никита Павлович в «Журнальном зале»

Вокруг света
- Соколов Н. П. Маленький город Великого Карла (недоступная ссылка) // Вокруг света. — № 9 (2804). Сентябрь 2007.
- Соколов Н. П. Твердыня польского гонора (недоступная ссылка) // Вокруг света. — № 4 (2811). — Апрель 2008.
- Соколов Н. П. Братчина святой Софии (недоступная ссылка) // Вокруг света. — № 8 (2815). — Август 2008.
- Соколов Н. П. Тернистый путь Тырново (недоступная ссылка) // Вокруг света. — № 11 (2830). — Ноябрь 2009.

Неприкосновенный запас
- Соколов Н. П. «Русская модернизация» от Медного всадника до железного Феликса // «Неприкосновенный запас». — 2010. — № 3 (71)
- Соколов Н. П. Послание в позавчера // «Неприкосновенный запас». — № 79. — (5/2011).

Ведомости
- Соколов Н. П. Прорвать цикличность истории (Русская колея: Власть колец) // Ведомости. — № 218 (3232) 16. 11. 2012 г. (копия 1, копия 2)

Inliberty.ru
- Соколов Н. П. Лихие 1860-е // Inliberty.ru (проект Института Катона), 19.02.2011 г. (копия)

Стенгазета
- Соколов Н. П. Курячье благородие …или Повесть о том как из «государевых холопов» образовалось «благородное российское дворянство» // Стенгазета, 26.07.2005.
- Соколов Н. П. Д’Аннунцио выпал из игры. Повесть о беззаветном музицировании в виду фашистской угрозы // Стенгазета, 02.08.2005.
- Соколов Н. П. Великое дело короля …или Истоки английской Реформации // Стенгазета, 16.08.2005.
- Соколов Н. П. Цена британского хряка …или Повесть о том, как едва не поссорились две великие державы и поссорились две другие // Стенгазета, 06.09.2005.
- Соколов Н. П. Штабные подкачали …или почему в Новом свете одни Соединённые Штаты // Стенгазета, 20.09.2005.
- Соколов Н. П. Как филантроп по воду ходил … или Повесть о роли крючкотворства в становлении гуманитарного права // Стенгазета, 06.10.2005.
- Соколов Н. П. Истопников грех …или Повесть о коммунальных истоках Великой Смуты // Стенгазета, 25.10.2005.
- Соколов Н. П. Исторический праздник или Было бы желание отмечать, а праздник придумаем // Стенгазета, 7.11. 2005/«Ежедневный журнал», 5.11. 2005
- Соколов Н. П. Материнская забота ..или о непредвиденных последствиях экзотических воспитательных мер // Стенгазета, 10.11.2005.
- Соколов Н. П. Ультиматум самозванца …или О катастрофических последствиях забывчивости при производстве «кадровых рокировочек» // Стенгазета, 10.11.2005.
- Соколов Н. П. Любовь зла …или Нечто об историческом значении домоправительниц // Стенгазета, 10.12.2005.
- Соколов Н. П. Спасибо Пунику или О причинах календарных революций // Стенгазета, 01.01.2005.
- Соколов Н. П. Aut Caesar aut nihil … или О неуместности услужливости дворецких // Стенгазета, 27.01.2006.
- Соколов Н. П. Парадокс Кокорева …или О своеобразии российского типа «Купца-идеолога» // Стенгазета, 08.02.2006.
- Соколов Н. П. Кадетова шутка …или О неуместных шалостях посыльных. // Стенгазета, 13.02.2006.
- Соколов Н. П. Очки Вашингтона …или О значении жестов в сентиментальную эпоху // Стенгазета, 25.02.2006.
- Соколов Н. П. «Поход на Финляндию» …или Политическая свобода господствующей народности может совмещаться с отрицанием прав народностей недержавных // Стенгазета, 07.03.2006.
- Соколов Н. П. Крестины и крестное целование …или О губительных последствиях родственной зависти // Стенгазета, 16.05.2006.
- Соколов Н. П. Второе пришествие маркиза …или Боец идеологического фронта стал литературным памятником // «Итоги», № 29, 26.11.1996 / Стенгазета, 01.06.2006.
- Соколов Н. П. «Кощей православия» …или Почвенники возвращают в строй ветерана пера // «Итоги», № 3, 21.01.1997 / Стенгазета, 06.06.2006.
- Соколов Н. П. Прихлопнуть говорильню …или Дума, конечно, бузила изрядно, почище нынешних // «Итоги», № 22, 03.06.1997 / Стенгазета, 21.09.2006.
- Соколов Н. П. Православие, самодержавие… или Величественное прошлое России в будущем превзойдёт самые смелые ожидания // «Итоги». № 37. 1997. / Стенгазета, 23.01.2007.
- Соколов Н. П. Цвет февраля …или «Российская газета» перепечатала двадцатилетней давности «Размышления над Февральской революцией» Солженицына // «Ежедневный Журнал», 02.03.2007. / Стенгазета, 05.03.2007.
- Соколов Н. П. Гонка патриотических вооружений …или Историки готовы взяться за создание национальной идеологии // «Ежедневный журнал», 25.06.07 / Стенгазета, 27.06.2007.
- Соколов Н. П. Правдивый плут … или Пазл сложился, и путинский план явился во всём великолепии // Грани.ру, 03.12.2007 / Стенгазета, 04.12.2007.
- Соколов Н. П. Сеанс покаяния …или Воображаемый разговор с Патриархом // «Грани.ру», 19.03.2008. / Стенгазета, 21.03.2008.
- Соколов Н. П. Дободался теленок с агитпропом …или Дико видеть, как автор «ГУЛАГа» печётся об интересах советских карателей // Грани.ру, 04.04.2008. / Стенгазета, 07.04.2008.
- Соколов Н. П. Слово благородного человека …или Российский читатель получил возможность насладиться «Поэтикой» высокохудожественного доноса // «Итоги». — № 49. — 1998. / Стенгазета, 22.04.2008.
- Соколов Н. П. Проект введения единоутробия …или Под балаганной наружностью просматривается сверхзадача // «Ежедневный журнал», 21.05.2008. / Стенгазета, 22.05.2008.
- Соколов Н. П. Родословие русской свободы …или История — не только перечень побед и достижений // «Ежедневный журнал», 16.09.2008. / Стенгазета, 17.09.2008 г.
- Соколов Н. П. Военно-полевая идиллия …или Бравый солдат Шовен, основоположник шовенизма, был всего-навсего персонажем комиксов // «Итоги». № 39. 1999. / Стенгазета, 25.09.2008.
- Соколов Н. П. Прелести кнута …или Пытка была едва ли не важным инструментом утверждения самодержавия // «Ежедневный журнал», 29.09.2008. / Стенгазета, 02.10.2008.
- Соколов Н. П. Из принципа …или Интеллигентская сосредоточенность на «принципах» при невнимании к «интересам» обеспечила партии кадетов успех // «Ежедневный журнал», 13.10.2008. / Стенгазета, 15.10.2008.
- Соколов Н. П. Цена конституции …или Родословная русской свободы // «Ежедневный журнал», 20.10.2008, Стенгазета, 22.10.2008.
- Соколов Н. П. Век сурка (I) …или Краткая история коловращения российских учебников истории // Полит.ру, 15.10.2008. / Стенгазета, 23.10.2008.
- Соколов Н. П. Век сурка (II) …или Краткая история коловращения российских учебников истории // Полит.ру, 15.10.2008. / Стенгазета, 24.10.2008.
- Соколов Н. П. Век сурка (III) …или Краткая история коловращения российских учебников истории // Полит.ру, 15.10.2008. / Стенгазета, 28.10.2008.
- Соколов Н. П. Земское чудо …или Родословие русской свободы //«Ежедневный журнал», 03.11.2008 Стенгазета, 05.11.2008.
- Соколов Н. П. Кулинарный демарш несогласных …или 20 ноября 1904 года в России началась череда «банкетов». // «Ежедневный журнал», 24.11.2008. / Стенгазета, 25.11.2008.
- Соколов Н. П. Флаг комом …или О дерзостном порицании и его порицателях // «Ежедневный журнал», 15.12.2008. / Стенгазета, 16.12.2008.
- Соколов Н. П. Культличностные впечатления …или Для создания «правильной» памяти о сталинизме наука без надобности // Грани.ру, 15.12.2008. / Стенгазета,18.12.2008.
- Соколов Н. П. [Гвардейская некондиция …или Первая российская конституция прожила ровно месяц] // «Ежедневный журнал», 05.03.2009. / Стенгазета, 10.03.2009.
- Соколов Н. П. Вляпались в историю …или Подъём национализма в нашей стране всегда приводил к катастрофам // The New Times. — № 10. — 16.03.2009. / Стенгазета, 23.03.2009.
- Соколов Н. П. Тень печати …или Шаг, сделанный Новиковым к освобождению русского общества, ныне уже трудно оценить по достоинству // «Ежедневный журнал», 11.05.2009. / Стенгазета, 18.05.2009.
- Соколов Н. П. Родословная русской свободы …или «Кто к земскому делу пригодится» // «Ежедневный журнал», 22 декабря 2011. / Стенгазета,23.12.2011

## Интервьюирование
- Соколов Н. П. Историк у верстака. Разговор с медиевистом Ароном Гуревичем. Часть I — Как должен работать историк, о саморефлексии и историческом цехе // «Отечественные записки» № 5 (20), 2004. / Стенгазета, 25.01.2006.
- Соколов Н. П. Историк у верстака-2 Продолжение разговора с историком Ароном Гуревичем: «Поставьте проблему, и обнаружатся источники» // «Отечественные записки» № 5 (20), 2004. / Стенгазета, 25.01.2006.
- Соколов Н. П. Историк у верстака-3 Окончание разговора с историком Ароном Гуревичем: «Не хочу уступать поле битвы негодяям и лгунам» // «Отечественные записки» № 5 (20), 2004. / Стенгазета, 25.01.2006.

## Интервью
- Наука понимать // Газета.ру, 13.01.2006. (копия статьи)
- Кудряц Е. Никита Соколов: «Войну выиграл не Сталин…» // Сайт Евгения Кудряца.
- «Дочь Никиты Михалкова — актриса Анна Михалкова — читает свой „кусок“ Конституции на экране в зале Свободы Ельцин-центра» // Историческая Экспертиза. 2017. № 2. С. 335—350.

## Аудио и видеовыступления
- «Столыпин» на НТВ: уроки неоконченного сериала // Радио Свобода, 31.07.2006. (копия)
- Сергей Витте, выдающийся российский реформатор конца XIX — начала XX века // Эхо Москвы, 03.06.2007
- Можно ли научить патриотизму? // Эхо Москвы, 17.03.2009
- Стаханов: нормы и рекорды // Радио Свобода, 28.08.2010
- Соколов Н. П. Справедливость по-русски // Семинар «Право, политика, экономика и СМИ» (Зеленогорск), 06.04.2012 г.
- Почему Россия пришла к октябрьскому перевороту? // «Вести ФМ», 27. 04. 2013 г.
- Курс лекций «Образ отечественной истории в разных традициях государственности: метаморфозы российских учебников XIX—XXI вв.», Соколов Н. П. в Сибирском федеральном университете (16—19 апреля 2013 года)